# Tony Todd
Tony Todd, född 4 december 1954 i Washington, D.C., död 6 november 2024 i Marina del Rey, Los Angeles, var en amerikansk skådespelare.

## Filmografi (urval)
- 2025 – Final Destination: Bloodlines
- 2021 – Candyman
- 2015 – Frankenstein
- 2011 – Final Destination 5
- 2009 - Transformers: De besegrades hämnd
- 2008 - 24: Redemption
- 2007 - The Man from Earth
- 2006 - Hatchet
- 2006 - Final Destination 3
- 2003 - Final Destination 2
- 2000 - Final Destination
- 1999 - Candyman 3: Day of the Dead
- 1996 - The Rock
- 1995 - Candyman: Farewell to the Flesh
- 1994 - The Crow
- 1992 - Candyman
- 1990 - Night of the Living Dead
- 1989 - Lean on me
- 1988 - Bird
- 1988 - Colors
- 1986 – Plutonen